# Archana Soreng
Pour les articles homonymes, voir Soreng.
Archana Soreng, née en 1996 à Rajgangpur (district de Sundergarh) en Odisha (Inde), est une militante écologiste indienne appartenant à la tribu indigène des Kharias. Elle a travaillé pour la sensibilisation au changement climatique et la documentation, la préservation et la promotion des connaissances et pratiques traditionnelles des communautés autochtones.
Archana Soreng a été sélectionnée comme l'un des sept membres du Groupe consultatif de la jeunesse sur le changement climatique créé par le secrétaire général des Nations unies dans le cadre de la Stratégie des Nations Unies pour la jeunesse (en),,,,,,. 

## Biographie
Archana est la fille de Bijay Kumar Soreng (père) et de Usha Kerketta (mère), de la tribu Kharia et a grandi à Rajgangpur dans le district de Sundergarh en Odisha. Elle a obtenu son premier diplôme universitaire au Patna Women's College de Patna (Bihar) et son mastère à l'Institut Tata de Sciences Sociales' [TISS] de Bombay.  
Archana Soreng a commencé à s'impliquer dans l'action sociale après la mort de son père. Tout au long de sa vie, elle a été active au sein du Mouvement des jeunes catholiques indiens . 
Elle fut également la présidente du syndicat des étudiants du TISS. Elle est également l'ancienne responsable nationale de la Commission tribale, également connue sous le nom d' Adivasi Yuva Chetna Manch, l'un des domaines d'action de l'Association des étudiants catholique de l'Inde [AICUF] (All India Catholic University Federation). 
Actuellement, Archana Soreng travaille comme chargée de recherche à Vasundhara Odisha, une organisation de recherche-action et de plaidoyer politique à Bhubaneswar qui travaille sur la gouvernance des ressources naturelles, les droits tribaux et la justice climatique.